# Mumbai
 "Bombay" omdirigeres hertil. For musikeren, se Jonny Jakobsen.
Mumbai (tidligere Bombay) er en indisk by med 15.414.288(2018) indbyggere. Mumbai metroområde har 22.885.000(2016) indbyggere, og er dermed blandt verdens 10 største metroområder. Byen ligger på øen Salsette ud for Indiens vestkyst og er hovedstad i delstaten Maharashtra. Den er Indiens handelsmæssige hovedstad med flere børser og banker, men også hvad angår varer på grund af byens dybe naturlige havn, der giver gode transportmuligheder. Desuden er det Indiens underholdningscentrum med Bollywood, der er den indiske pendant til Hollywood.

## Navn
Byens nuværende navn er afledt af Mumbay, som er navnet på hindugudinden Mumbadevi, samt af Aai, der betyder "mor" på marathi. Portugiserne gav i det 16. århundrede byen navnet Bom Bahia, som betyder "god bugt". Da englænderne overtog området, blev navnet på engelsk til Bombay, som det beholdt til 1995, hvor den officielt skiftede navn fra Bombay til Mumbai. Navnet Bombay ses og høres dog stadig både blandt indbyggere og i navne på institutioner.

## Kultur
Mumbai er bl.a. kendt for sit særlige system for distribution af varme retter og mad til frokost til de mange personer, der arbejder i byen. Maden distribueres af Dabbawalaer i et distributionssystem, der anses som særdeles effektivt.

## Terrorangreb
Mumbai blev udsat for et terrorangreb 11. juli 2006, hvor 7 bomber med kort mellemrum eksploderede i myldretidstog mens folk var på vej hjem fra arbejde. Mindst 200 mennesker blev dræbt og mere end 600 såret.
Den 26. november 2008 blev Mumbai igen udsat for et stort terrorangreb der var rettet mod byens hovedbanegård, to luksushoteller og populære turistattraktioner. Det usædvanlige ved dette angreb var at der blev sprængt bomber som blev efterfulgt af skudvekslinger og i tilfældet ved det ene af de to luksushoteller, Hotel Tajs Mahal, tog terroristerne vesterlændinge som gidsler. Specifikt gik de efter amerikanere og englændere. En hidtil ukendt terrorgruppe tog ansvaret for angrebet.
Igen i 2011 blev byen ramt af tre bombeeksplosioner.

## Eksterne links
- Wikimedia Commons har flere filer relateret til Mumbai